# Юр'ївська сільська рада (Мінська область)
Юр'ївська сільська рада (біл. Юр'еўскі сельсавет) — колишня адміністративно-територіальна одиниця в складі Смолевицького району розташована в Мінській області Білорусі. Адміністративним центром було село — Юр'єво.
Юр'ївська сільська рада булав розташована в центральній частині Білорусі, і в центрі Мінської області, на північ від районного центру Смолевичів.

## Склад сільської ради
До складу сільради входили 9 населених пунктів:
- Антопілля • Кальники • Мгле • Прудище • Сарнацьке • Сутоки • Хотенове • Юзефове • Юр'єво.

Рішенням Мінської обласної ради депутатів від 30 жовтня 2009 року, щодо змін адміністративно-територіального устрою Мінської області, сільську раду було ліквідовано.